# Sær-Bodil
Sær-Bodil er en pris, der uddeles årligt af foreningen Danske Filmkritikere i forbindelse med Bodilprisuddelingen. Prisen gives til individuelle såvel som foreninger, selskaber, uddannelser, firmaer etc., som har gjort en betydelig indsats eller fremragende præstation, som ikke falder under en af de øvrige Bodil-kategorier.

## Modtagere

### 2000'erne
| Årstal | Modtager                                                                            |
| ------ | ----------------------------------------------------------------------------------- |
| 2008   | Ghost Digital Production House for effekterne til De fortabte sjæles ø              |
| 2009   | Kåre Bjerkø for filmmusik til Det som ingen ved, Frygtelig lykkelig og Lille soldat |

### 2010'erne
| Årstal | Modtager                                                                                  |
| ------ | ----------------------------------------------------------------------------------------- |
| 2010   | Kristian Eidnes Andersen for lyddesign til Antichrist                                     |
| 2011   | Tobias Lindholm for manuskripter til R og Submarino                                       |
| 2012   | Distributør Jes Graversen fra Miracle Film                                                |
| 2013   | Joshua Oppenheimer for hybridfilmen The Act of Killing                                    |
| 2014   | Filmfestivalen CPH:DOX under ledelse af Tine Fischer                                      |
| 2015   | Filmklipper Molly Malene Stensgaard                                                       |
| 2016   | Tonemester Peter Albrechtsen                                                              |
| 2017   | Christina Rosendahl                                                                       |
| 2018   | The Animation Workshop, Copenhagen Bombay og VOID – International Animation Film Festival |
| 2019   | Oversætter Henrik Thøgersen                                                               |

### 2020'erne
| Årstal | Modtager |
| ------ | --- |
| 2020   | Stumfilm.dk                                                                                                   |
| 2021   | Katja Adomeit                                                                                                 |
| 2022   | Kenneth Ladekjær (animator) og Jess Nicholls (art director) for deres arbejde på dokumentaren Flugt           |
| 2023   | Sune Kølster for Speak No Evil                                                                                |
| 2024   | Et Større Billede - en visuel kampagne, der belyser manglende etnisk diversitet og mangfoldighed i dansk film |
| 2025   | Odense International Film Festival (OFF) for sin 50 år lange dedikation til den danske filmbranche.           |